# Государственный совет безопасности Туркменистана

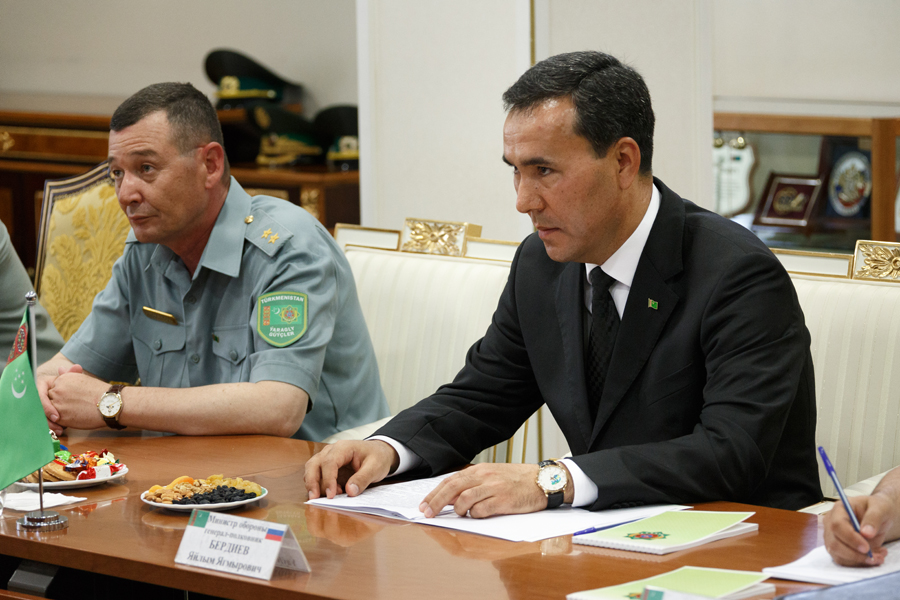
Генерал-полковник Яйлым Бердиев, секретарь Совета и министр национальной безопасности в 2011-2020 гг.

Государственный совет безопасности Туркмении — орган власти в Туркмении, в состав которого входят высшие офицеры, руководители силовых ведомств (в том числе служба охраны президента и генпрокуратура). До 26 декабря 2006 года ГСБ имел статус совещательного органа при президенте, однако после поправок к конституции орган получил широкие права, включая возможность отстранения главы государства от власти.

## Члены Государственного совета безопасности Туркменистана
(по состоянию на 4 октября 2021 года):
- Верховный главнокомандующий Президент Гурбангулы Бердымухамедов. 2007
- Секретарь Государственного совета безопасности генерал-полковник Чарымурат Аманов. 2020
- Министр обороны генерал-лейтенант Бегенч Гундогдыев. 2018
- Министр внутренних дел полковник Овездурды Ходжаныазов. 2021
- Генеральный прокурор	государственный советник 3 класса Батыр Атдаев. 2017
- Председатель Верховного суда Гуванчмырат Уссанепесов.	2021
- Министр национальной безопасности	полковник Гурбанмырат Аннаев. 2020
- Начальник Государственной пограничной службы и командующий Пограничными войсками полковник Язгельды Нурыев.	2021
- Министр юстиции старший советник юстиции Мереттаган Таганов. 2021
- Начальник Службы безопасности президента полковник Довлетгельды Мередов.
- Глава Государственной таможенной службы подполковник Максат Худайбердиев. 2019
- Председатель Государственной миграционной службы полковник Назар Атагараев. 2021